# Sinn Féin
Sinn Féin (IPA: [ʃɪnʲ ˈfʲeːnʲ]), letteralmente "noi stessi" in gaelico irlandese, spesso reso in inglese Ourselves Alone ("solo noi stessi") oppure [We] Ourselves ("noi stessi"), è il movimento e partito politico indipendentista irlandese fondato nel 1905 da Arthur Griffith; è un partito politico di sinistra, d'ispirazione socialista democratica e repubblicana.
L'originale Sinn Féin venne fondato nel 1905, ma l'attuale versione del partito nasce da una scissione avvenuta nel 1970: la fazione maggioritaria del partito, guidata da Tomás Mac Giolla e di orientamento comunista, prese il nome di Official Sinn Féin e successivamente si trasformò nel Partito dei Lavoratori, mentre la fazione minoritaria, guidata da Ruairí Ó Brádaigh e conosciuta come Provisional Sinn Féin o Sinn Féin (Kevin Street), divenne l'attuale Sinn Féin.
È presente sia nella Repubblica d'Irlanda sia nell'Irlanda del Nord.
In quest'ultima è dal 2005 il più forte partito fra i cittadini cattolici e, per questo motivo, viene sovente indicato, in modo errato, come un partito cattolico nordirlandese. Nella Repubblica di Irlanda è, dal 1997, presente in Parlamento, votato soprattutto nelle regioni di confine con l'Irlanda del Nord.

## Storia

### Nascita del movimento
Lo Sinn Féin comincia la sua attività politica occupandosi principalmente di propaganda, promuovendo la causa dell'indipendenza irlandese e la nascita di due monarchie: una in Gran Bretagna e una in Irlanda. Anche se non ufficialmente, nel 1916 partecipa all'insurrezione di Pasqua, sposando la causa repubblicana. Nel 1918 ottiene 73 dei 105 seggi da assegnare alla rappresentanza irlandese a Londra e si riunisce in un parlamento autonomo. Alla presidenza del governo provvisorio viene eletto Éamon de Valera.

### Crisi dello Sinn Féin
Il movimento si smembrò in seguito alla firma del "patto di Londra", che creava lo Stato Libero d'Irlanda, ma che comportava grosse limitazioni territoriali e di sovranità, in quanto l'Ulster rimaneva sotto la completa giurisdizione britannica, mentre la sovranità formale del resto dell'isola restava nelle mani della corona inglese. De Valera si staccò quindi dallo Sinn Féin, dando inizio alla tragica guerra civile irlandese, in cui morì lo stesso Michael Collins, che allora presiedeva lo Sinn Féin. Nelle elezioni del 1922 lo Sinn Féin ottenne la maggioranza, che perse però, anche a causa della crisi economica, nel 1932. Dalle ceneri dello Sinn Féin sono nati i partiti Fianna Fáil di De Valera e il Fine Gael di William Thomas Cosgrave.

### Sinn Féin in Eire oggi
Nella Repubblica d'Irlanda il SF ha visto, dal 1989, lentamente crescere i propri consensi. Nel 1997, il SF è riuscito a eleggere per la prima volta dal 1957 un deputato, grazie al 2,6% dei consensi. I voti per il SF sono più che raddoppiati nelle elezioni del 2002, quando i socialisti nazionali hanno ottenuto il 6,5% dei consensi e hanno eletto 5 deputati. Alle politiche del 2007, il SF è sceso a 4 seggi, pur avendo avuto un incremento in termini di consensi, 6,9% (+0,4%).
Negli anni successivi il partito è riuscito ad allargare decisamente il suo bacino elettorale, ottenendo l'11,2% alle Europee del 2009 e il 9,9% alle ultime elezioni politiche irlandesi (febbraio 2011), conquistando 14 seggi. Nel 2012 si è schierato per il NO al referendum sul fiscal compact. Alle elezioni generali del 2016 il partito ha ulteriormente aumentato i propri consensi (13,8% che frutta 23 seggi), stabilendosi come terzo partito nella Repubblica d'Irlanda.
Alle elezioni generali del 2020 il SF si attesta come primo partito del paese ottenendo il 24,5% dei voti, realizzando un sorpasso storico sui due partiti conservatori che per un secolo hanno primeggiato nella competizione elettorale.

### Lo Sinn Féin nell'Irlanda del Nord
Lo Sinn Féin odierno è un partito indipendentista molto attivo soprattutto nell'Irlanda del Nord, dove proclama la necessità dell'unità irlandese. Organo politico dell'IRA, nel 1998 partecipa alla stesura del Belfast Agreement, noto anche come Accordo del Venerdì Santo (Good Friday Agreement).
Nel suo programma politico sono presenti spunti e argomentazioni di stampo socialista.
Il leader del movimento fino al febbraio del 2018 è stato Gerry Adams. Altro personaggio chiave del partito è stato Martin McGuinness, che ha ricoperto la carica di vicepremier nel governo di coalizione nord-irlandese fino alla morte, avvenuta nel 2017. Non ufficialmente, ma secondo molte fonti, i due sarebbero stati membri del Consiglio dell'Esercito (Army Council) dell'IRA, braccio armato del partito durante gli anni della guerra.
Il partito è presente al Parlamento europeo con due europarlamentari (uno eletto nella Repubblica d'Irlanda e uno nel Regno Unito) iscritti al gruppo Sinistra Unitaria Europea/Sinistra Verde Nordica (GUE/NGL).
Alle elezioni del 2011 per il Parlamento dell'Irlanda del Nord, il SF ha conquistato il 26,9% dei consensi e ha eletto 29 deputati, uno in più del 2007. Il SF dal 1982 ha visto sempre incrementare i propri consensi: 10% (1982); 15,5% (1996); 17,7% (1998); 23,5% (2003); 26,2% (2007), 24,0% (2016). Alle elezioni del 2017 la percentuale di voti è salita al 27,9%.

## Critiche
Recentemente lo Sinn Féin è stato oggetto di critiche da parte di frange estremiste nordirlandesi. Partiti più propriamente repubblicani, come il Republican Sinn Féin e il 32 County Sovereignty Movement, lo hanno accusato di tenere un atteggiamento collaborazionista verso gli Unionisti e verso la Gran Bretagna. A sostegno di tali critiche, i detrattori citano il comportamento di repressione tenuto dallo Sinn Féin verso gli ex-compagni, spesso sfociato in vere e proprie violenze.
È oggetto di critiche anche l'indifferenza del partito verso i cosiddetti POWs, ossia prigionieri politici irlandesi in carcere.

## Presidenti

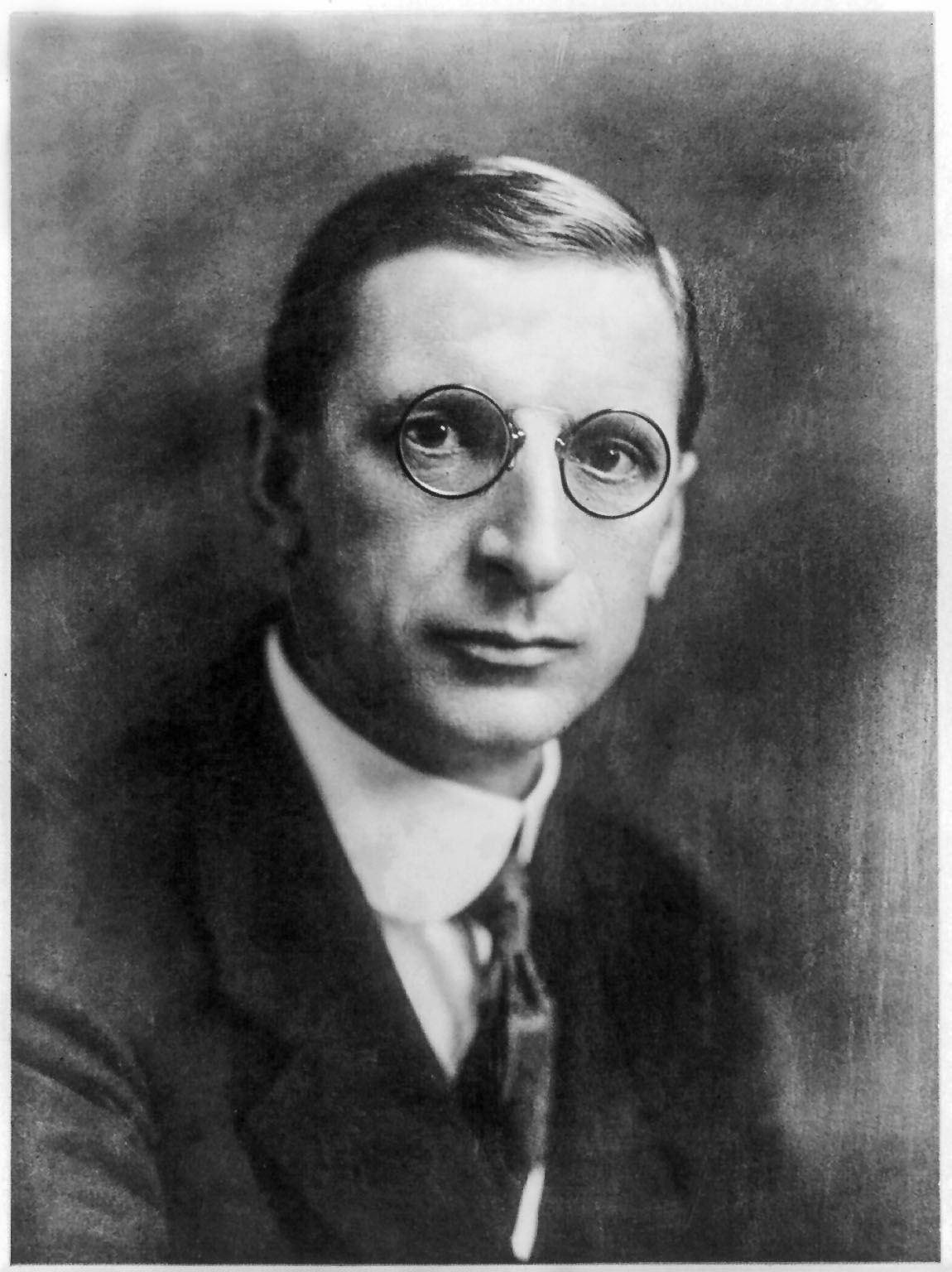
Éamon de Valera, quarto presidente del partito (metà degli anni '20 circa)

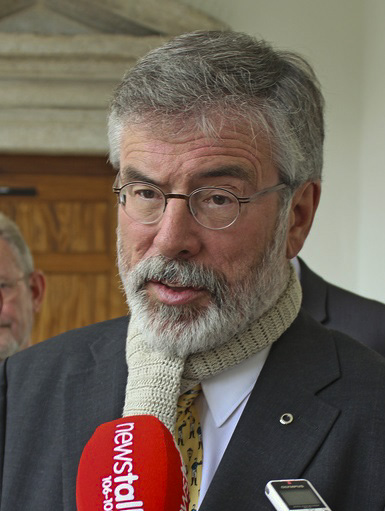
Gerry Adams, presidente del partito dal 1983 al 2018

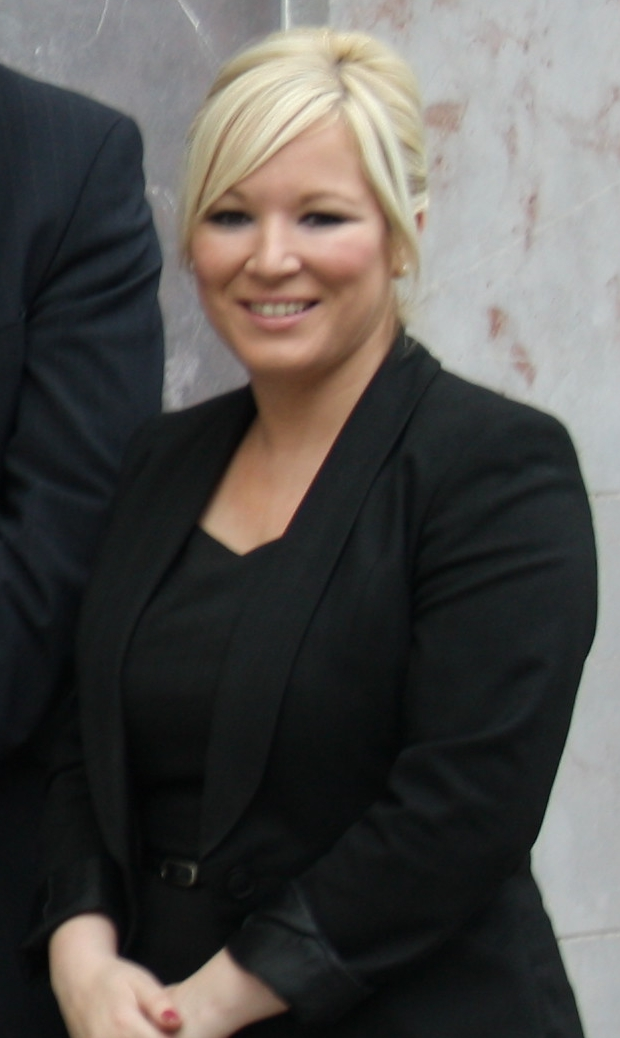
Michelle O’Neill, presidente del partito in Irlanda del Nord dal 2017, vicepresidente del partito dal 2018 (2012)

- Edward Martyn (1905–1908)
- John Sweetman (1908)
- Arthur Griffith (1908–1917)
- Éamon de Valera (1917–1926)

Nel 1923 una parte significativa dei membri divenne parte della Cumann na nGaedheal
Nel 1926 de Valera lasciò il Sinn Féin e fondò il Fianna Fáil
- John J. O'Kelly (Sceilg) (1926–1931)
- Brian O'Higgins (1931–1933)
- Fr. Michael O'Flanagan (1933–1935)
- Cathal Ó Murchadha (1935–1937)
- Margaret Buckley (1937–1950)
- Pádraig Mac Lógáin (1950–1953)
- Tomás Ó Dubhghaill (1953–1954)
- Pádraig Mac Lógáin (1954–1962)
- Tomás Mac Giolla (1962–1970)

Nel 1970, il Sinn Féin si è diviso in due partiti, entrambi si consideravano l'unico Sinn Féin legittimo.
- Sinn Féin (Gardiner Place), più comunemente chiamato Official Sinn Féin. Il partito si ribattezzò Sinn Féin, Partito dei Lavoratori (1977), in seguito fu ribattezzato semplicemente Partito dei Lavoratori (1982).
- Sinn Féin (Kevin Street), più comunemente chiamato Provisional Sinn Féin. Quest'ultimo è ora comunemente noto come il Sinn Féin.

- Ruairí Ó Brádaigh (1970–1983)

Nel 1986 Ó Brádaigh lasciò il partito e fondò il Republican Sinn Féin
- Gerry Adams (1983–2018)
- Mary Lou McDonald (2018–in carica)

## Membri di spicco
- Gerry Adams – ex leader del partito, determinante nel processo di pace in Irlanda del Nord
- Joe Cahill – capo di stato maggiore dell'IRA 1972–1973
- Michael Collins – attivista per l'indipendenza irlandese
- Pat Doherty
- Denis Donaldson – spia britannica
- Ruairí Ó Brádaigh
- Dáithí Ó Conaill
- Michelle O'Neill – attuale leader del partito in Irlanda del Nord
- Martin McGuinness – ex vice primo ministro dell'Irlanda del Nord 2007–2017
- Danny Morrison – scrittore e giornalista
- Eamon de Valera – ex leader del partito, fondatore del Fianna Fáil e terzo Primo ministro d'Irlanda

## Risultati elettorali
| Anno | Istituzione | Seggi    | Seggi   | Seggi     | Voti               | Voti | Status                          | Leader            |
| Anno | Istituzione | #        | ±       | Posizione | # prime preferenze | %    | Status                          | Leader            |
| ---- | ----------- | -------- | ------- | --------- | ------------------ | ---- | ------------------------------- | ----------------- |
| 1982 | Assemblea   | 6 / 52   | -       | 5         | 64.191             | 10,1 | Astensione                      | Ruairí Ó Brádaigh |
| 1996 | Forum       | 17 / 110 | -       | 4         | 116.377            | 15,5 | Astensione                      | Gerry Adams       |
| 1998 | Assemblea   | 18 / 108 | -       | 4         | 142.858            | 17,7 | Coalizione (UUP-SDLP-DUP-SF)    | Gerry Adams       |
| 2003 | Assemblea   | 24 / 108 | 6       | 3         | 162.758            | 23,5 | Direct rule                     | Gerry Adams       |
| 2007 | Assemblea   | 28 / 108 | 4       | 2         | 180.573            | 26,2 | Coalizione (DUP-SF-SDLP-UUP-AP) | Gerry Adams       |
| 2011 | Assemblea   | 29 / 108 | 1       | 2         | 178.224            | 26.3 | Coalizione (DUP-SF-UUP-SDLP-AP) | Gerry Adams       |
| 2016 | Assemblea   | 28 / 108 | 1       | 2         | 166.785            | 24,0 | Coalizione (DUP-SF-Ind.)        | Gerry Adams       |
| 2017 | Assemblea   | 27 / 90  | 1       | 2         | 224.245            | 27,9 | Coalizione (DUP-SF-UUP-SDLP-AP) | Gerry Adams       |
| 2022 | Assemblea   | 27 / 90  | Stabile | 1         | 250.388            | 29,0 | Coalizione (SF-DUP-AP-UUP)      | Mary Lou McDonald |

| Anno | Seggi                 | Seggi   | Seggi     | Voti    | Voti               | Voti          | Status     |
| Anno | # in Irlanda del Nord | ±       | Posizione | #       | % Irlanda del Nord | % Regno Unito | Status     |
| ---- | --------------------- | ------- | --------- | ------- | ------------------ | ------------- | ---------- |
| 1924 | 0 / 13                | -       | -         | 34.181  |                    | 0,2           | -          |
| 1950 | 0 / 12                | Stabile | -         | 23.362  |                    | 0,1           | -          |
| 1955 | 2 / 12                | 2       | 4         | 152.310 |                    | 0,6           | Astensione |
| 1959 | 2 / 12                | 2       | -         | 63.415  |                    | 0,2           | -          |
| 1983 | 1 / 17                | 1       | 8         | 102.701 | 13,4               | 0,3           | Astensione |
| 1987 | 1 / 17                | Stabile | 6         | 83.389  | 11,4               | 0,3           | Astensione |
| 1992 | 0 / 17                | 1       | -         | 78.291  | 10,0               | 0,2           | Astensione |
| 1997 | 2 / 18                | 2       | 8         | 126.921 | 16,1               | 0,4           | Astensione |
| 2001 | 4 / 18                | 1       | 6         | 175.993 | 21,7               | 0,7           | Astensione |
| 2005 | 5 / 18                | 1       | 6         | 174.530 | 24,3               | 0,6           | Astensione |
| 2010 | 5 / 18                | Stabile | 6         | 171.942 | 25,5               | 0,6           | Astensione |
| 2015 | 4 / 18                | 1       | 6         | 176.232 | 24,5               | 0,6           | Astensione |
| 2017 | 7 / 18                | 3       | 6         | 238.915 | 29,4               | 0,7           | Astensione |
| 2024 | 7 / 18                | Stabile | 7         | 210.891 | 27,0               | 0,7           | Astensione |

| Anno | Seggi                  | Seggi   | Seggi     | Voti               | Voti | Voti | Status      |
| Anno | #                      | ±       | Posizione | # prime preferenze | %    | ±    | Status      |
| ---- | ---------------------- | ------- | --------- | ------------------ | ---- | ---- | ----------- |
| 1918 | 73 / 105               | -       | 1         | 476.087            | 46,9 | -    | Governo     |
| 1921 | 124 / 128              | 51      | 1         | -                  | -    | -    | Governo     |
| 1922 | 58 / 128 Pro-trattato  | -       | 1         | 239.195            | 38,5 | -    | Governo     |
| 1922 | 36 / 128 Anti-trattato | -       | 2         | 135.310            | 21,8 | -    | Astensione  |
| 1923 | 44 / 153               | 8       | 2         | 288.794            | 27,4 | -    | Astensione  |
| 1927 | 5 / 153                | 39      | 6         | 41.401             | 3,6  | 23,8 | Astensione  |
| 1954 | 0 / 147                | 5       | -         | 1.990              | 0,1  | 3,5  | -           |
| 1957 | 4 / 147                | 4       | 4         | 65.640             | 5,3  | 5,2  | Astensione  |
| 1961 | 0 / 144                | 4       | -         | 36.396             | 3,1  | 2,2  | -           |
| 1982 | 0 / 166                | Stabile | -         | 16.894             | 1,0  | 2,1  | -           |
| 1987 | 0 / 166                | Stabile | -         | 32.933             | 1,9  | 0,9  | -           |
| 1989 | 0 / 166                | Stabile | -         | 20.003             | 1,2  | 0,7  | -           |
| 1992 | 0 / 166                | Stabile | -         | 27.809             | 1,6  | 0,4  | -           |
| 1997 | 1 / 166                | 1       | 6         | 45.614             | 2,5  | 0,9  | Opposizione |
| 2002 | 5 / 166                | 4       | 6         | 121.020            | 6,5  | 4    | Opposizione |
| 2007 | 4 / 166                | 1       | 5         | 143.410            | 6,9  | 0,4  | Opposizione |
| 2011 | 14 / 166               | 10      | 4         | 220.661            | 9,9  | 3    | Opposizione |
| 2016 | 23 / 158               | 9       | 3         | 295.319            | 13,8 | 3,9  | Opposizione |
| 2020 | 37 / 160               | 14      | 1         | 535.595            | 24,5 | 10,7 | Opposizione |
| 2024 | 39 / 174               | 2       | 1         | 418.627            | 19,0 | 5,5  | Opposizione |

| Anno | Voti               | Voti | Voti | Seggi | Seggi   |
| Anno | # prime preferenze | %    | ±    | #     | ±       |
| ---- | ------------------ | ---- | ---- | ----- | ------- |
| 1984 | 91.476             | 13,3 | -    | 0 / 3 | Stabile |
| 1989 | 48.914             | 9,0  | 4,3  | 0 / 3 | Stabile |
| 1994 | 55.215             | 9,9  | 0,9  | 0 / 3 | Stabile |
| 1999 | 117.643            | 17,3 | 7,4  | 0 / 3 | Stabile |
| 2004 | 144.541            | 26,3 | 9    | 1 / 3 | 1       |
| 2009 | 126.184            | 25,8 | 0,5  | 1 / 3 | Stabile |
| 2014 | 159.813            | 25,5 | 0,3  | 1 / 3 | Stabile |
| 2019 | 126.951            | 22,2 | 3,3  | 1 / 3 | Stabile |

| Anno | Voti               | Voti | Voti | Seggi  | Seggi   |
| Anno | # prime preferenze | %    | ±    | #      | ±       |
| ---- | ------------------ | ---- | ---- | ------ | ------- |
| 1984 | 54.672             | 4,9  | -    | 0 / 15 | -       |
| 1989 | 35.923             | 2,2  | 2,7  | 0 / 15 | Stabile |
| 1994 | 33.823             | 3,0  | 0,8  | 0 / 15 | Stabile |
| 1999 | 88.165             | 6,3  | 3,3  | 0 / 15 | Stabile |
| 2004 | 197.715            | 11,1 | 3,8  | 1 / 13 | 1       |
| 2009 | 205.613            | 11,2 | 0,1  | 0 / 12 | 1       |
| 2014 | 323.300            | 19,5 | 8,3  | 3 / 11 | 3       |
| 2019 | 196.001            | 11,7 | 7,8  | 1 / 11 | 2       |
| 2024 | 194.403            | 11,1 | 0,6  | 2 / 14 | 1       |